# TVR T350
La TVR T350 è un'autovettura sportiva prodotta dalla casa automobilistica inglese TVR tra il 2002 e il 2006.
Era disponibile in versione T350C (con il tetto rigido) e T350T (targa).

## Sviluppo
La realizzazione della vettura si basò sulle precedenti TVR Tamora per il design e TVR Tuscan Speed Six per la componente meccanica. Fu costruita come base per un successivo mezzo da impiegare nel campionato GT britannico.

## Tecnica
Il design della T350 era stato realizzato in maniera tale da offrire il minor coefficiente aerodinamico possibile. Al di sotto del mezzo era stato inserito un estrattore dell'aria per migliorare ulteriormente l'aerodinamicità. Gli interni erano derivati anch'essi da quelli della precedente Tamora. Il propulsore era un sei cilindri in linea con 24 valvole da 3.6 litri dalla potenza di 350 CV. Quest'ultimo permetteva alla vettura di accelerare da 0 a 100 km/h in 4.4 secondi e di raggiungere la velocità massima di 280 km/h. Le sospensioni avevano una configurazione a ruote indipendenti e l'impianto frenante era costituito da freni a disco autoventilanti.